# Tachornis
Genre
Le genre Tachornis comprend 3 espèces de Martinets des Antilles et d'Amérique du Sud.

## Liste des espèces
D'après la classification de référence (version 2.2, 2009) du Congrès ornithologique international (ordre phylogénique) :
- Tachornis phoenicobia – Martinet petit-rollé
- Tachornis furcata – Martinet pygmée
- Tachornis squamata – Martinet claudia